# 納特羅納縣
納特羅納縣（英語：Natrona County）是美国怀俄明州中部偏東的一個郡，面積13,923平方公里。根據2020年美國人口普查，本縣共有人口79,955人。本縣縣治為卡斯珀。
本縣完全位於卡斯珀大都市統計區內。懷俄明州的人口中心亦位於本縣的阿爾科瓦（Alcova）內。

## 歷史
於19世紀末，首批白人移民到達納特羅納縣。於1888年3月9日，本縣正式由懷俄明領地立法機關成立，且本縣是自卡本縣獨立。本縣縣名來自當地盛產的碳酸钠。

## 地理

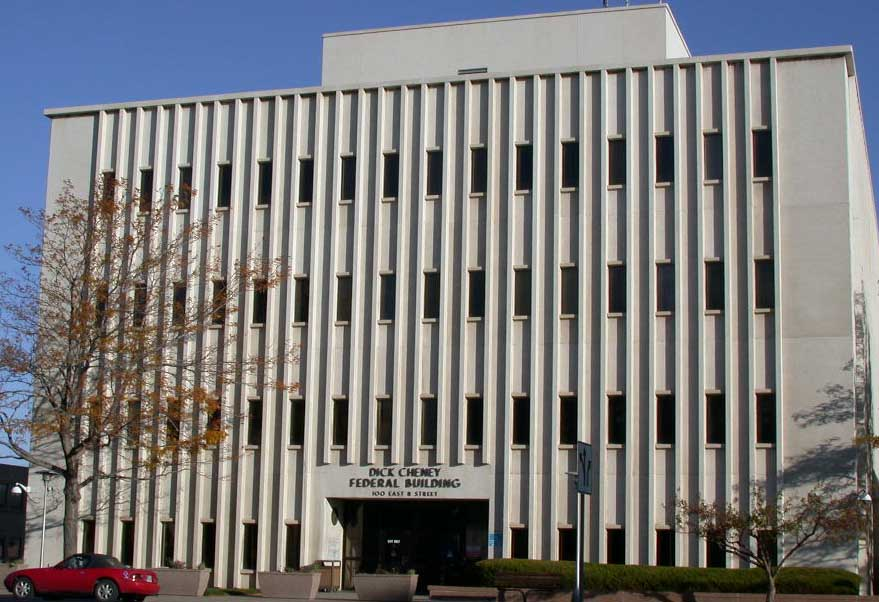
迪克切尼聯邦大廈

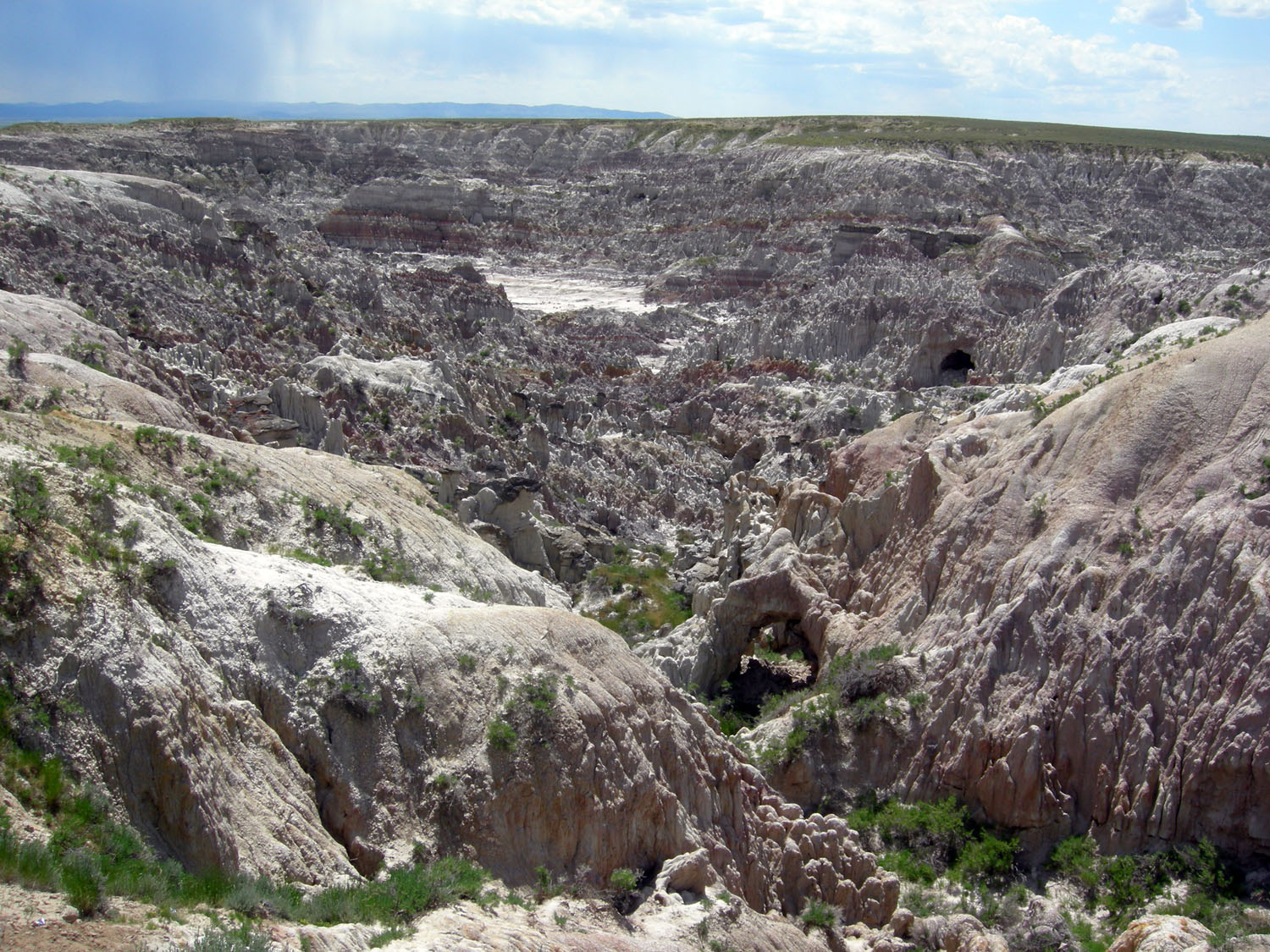
納特羅納縣的廢地

根據2000年人口普查，納特羅納縣的總面積為5,376平方英里（13,920平方），其中有5,340平方英里（13,800平方），即99.33%為陸地；36平方英里（93平方），即0.67%為水域。本縣既是新墨西哥州面積第五大的縣份，亦是美國面積第52大的縣份。

### 毗鄰縣
因為納特羅納縣位於懷俄明州中部，因此所有毗鄰縣皆為懷俄明州的縣份。
- 詹森郡：北方
- 康弗斯縣：東方
- 卡本縣：南方
- 弗里蒙特縣：西方
- 華謝基縣：西北方

### 國家保護區
- 梅迪辛博-鲁特国家森林（部份）
- 探路者國家野生動物保護區（英语：Pathfinder National Wildlife Refuge）（部份）

## 人口
| 调查年             | 人口   | 备注 | %±     |
| ------------------ | ------ | ---- | ------ |
| 1890               | 1,094  |      | —      |
| 1900               | 1,785  |      | 63.2%  |
| 1910               | 4,766  |      | 167.0% |
| 1920               | 14,635 |      | 207.1% |
| 1930               | 24,272 |      | 65.8%  |
| 1940               | 23,858 |      | −1.7%  |
| 1950               | 31,437 |      | 31.8%  |
| 1960               | 49,623 |      | 57.8%  |
| 1970               | 51,264 |      | 3.3%   |
| 1980               | 71,856 |      | 40.2%  |
| 1990               | 61,226 |      | −14.8% |
| 2000               | 66,533 |      | 8.7%   |
| 2010               | 75,450 |      | 13.4%  |
| [ 8 ] [ 9 ] [ 10 ] |        |      |        |

根據2000年人口普查，納特羅納縣擁有66,533居民、26,819住戶和17,754家庭。其人口密度為每平方英里12居民（每平方公里5居民）。本縣擁有29,882間房屋单位，其密度為每平方英里6間（每平方公里2間）。而人口是由94.15%白人、0.76%非裔、1.03% 原住民、0.42%亞裔、0.04%太平洋岛民、1.92%其他種族和1.68%混血构成。而西班牙裔或拉丁美洲裔佔了人口4.9%。在94.15%白人當中，有24.6%為德裔、11.6%為英裔、以及11.2%為愛爾蘭裔。
在26,819住户中，有32.2%擁有一個或以上的兒童（18歲以下）、51.4%為夫妻、10.6%為單親家庭、33.8%為非家庭、27.5%為獨居、9.4%住戶有同居長者。平均每戶有2.42人，而平均每個家庭則有2.95人。在66,533居民中，有26%為18歲以下、10.1%為18至24歲、27.9%為25至44歲、23.3%為45至64歲以及12.7%為65歲以上。人口的年齡中位數為36歲，女子對男子的性別比為100：97.7。成年人的性別比則為100：95。
本县的住戶收入中位數為$36,619,，而家庭收入中位數則為$45,575。男性的收入中位數為$33,524，而女性的收入中位數則為$21,374，人均收入為$18,913。約8.7%家庭和11.8%人口在貧窮線以下，包括16.2%兒童（18歲以下）及7.2%長者（65歲以上）。